# Magusi (Congo)
Pour les articles homonymes, voir Magusi.
Magusi est une localité de la République démocratique du Congo, située dans la province du Bas-Congo.